# Julius Bochmann (Fußballspieler)
Julius Bochmann (* 19. Juni 2005 in Aue) ist ein deutscher Fußballspieler.

## Karriere
Bochmann begann seine Karriere beim Chemnitzer FC. In Chemnitz spielte er bis zur U-17, ehe er den Verein im Oktober 2020 verließ. Im Januar 2021 wechselte er zu den B-Junioren der SpVgg Greuther Fürth. Zur Saison 2022/23 wechselte er wiederum zu den A-Junioren des SC Verl. Mit Verl stieg er 2024 jedoch aus der Bundesliga ab.
Zur Saison 2024/25 wechselte Bochmann anschließend zum österreichischen Zweitligisten Kapfenberger SV. Sein Debüt in der 2. Liga gab er im August 2024, als er am ersten Spieltag jener Saison gegen Admira Wacker in der Startelf stand. Für Kapfenberg kam er insgesamt zu 25 Zweitligaeinsätzen.
Zur Saison 2025/26 kehrte Bochmann nach Deutschland zum Regionalligisten Chemnitzer FC zurück, bei dem er einen bis 2027 laufenden Vertrag erhielt.